# Chanson de geste

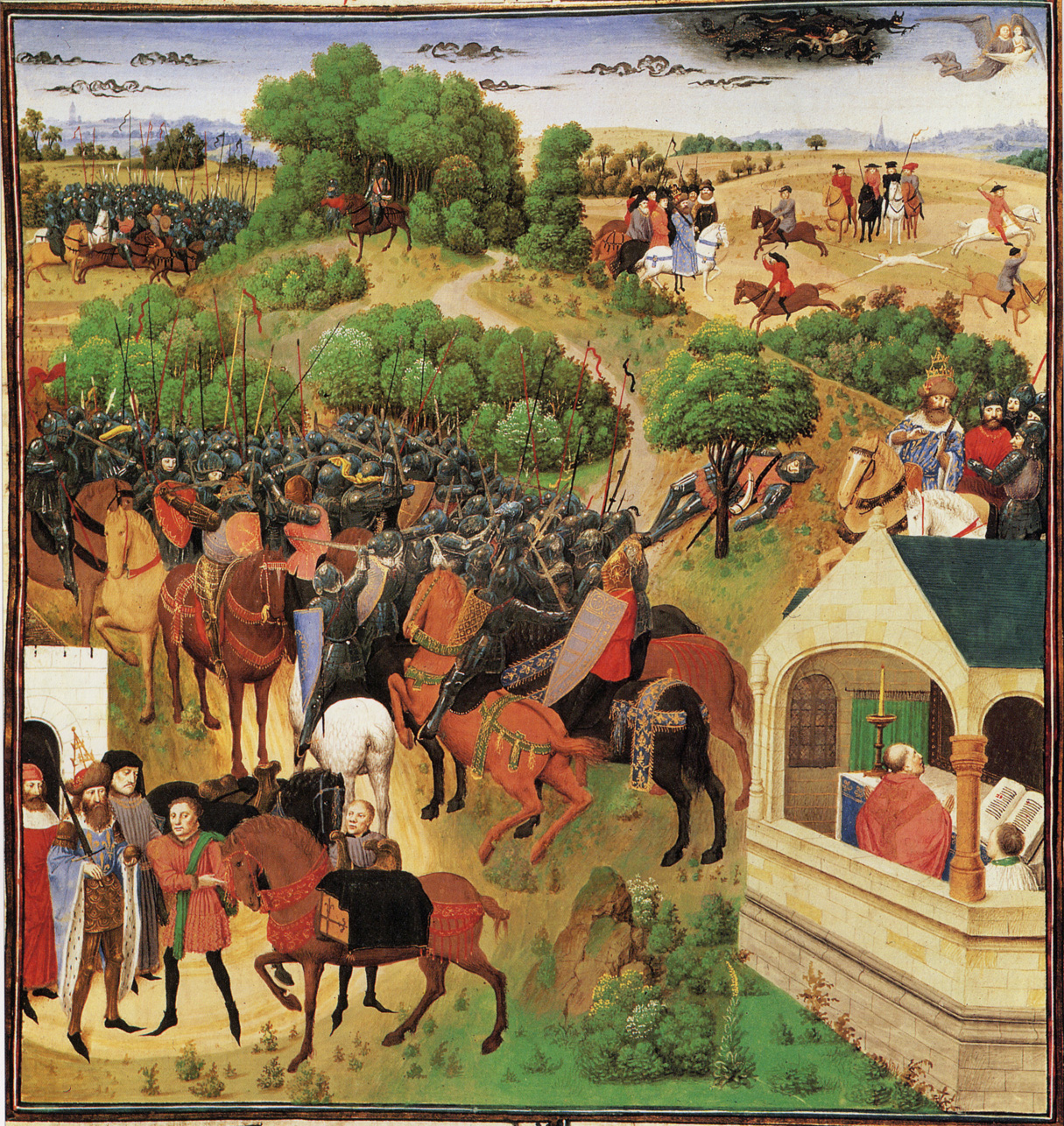
Cele opt faze ale „Cântecului lui Roland” – cea mai cunoscută geste. Ilustrație din secolul al XV-lea.

Chanson de geste (din franceza veche, literalmente „cântecul faptelor eroice”, din latinescul gesta – „fapte, acțiuni realizate”) este o narațiune medievală, un tip de poezie epică care apare în zorii literaturii franceze. Cele mai vechi poeme din acest gen datează de la sfârșitul secolului al XI-lea și începutul secolului al XII-lea, înainte de apariția poeziei lirice a trubadururilor și a celor mai vechi versuri cavalerești. Ele au ajuns la apogeul lor în perioada anilor 1150–1250.
Compuse în versuri, aceste poezii narative de lungime moderată (în medie 4000 de linii), au fost inițial cântate sau (mai târziu) recitate de menestreli sau jonglori. Mai mult de o sută de chansons de geste au supraviețuit în aproximativ trei sute de manuscrise care datează din secolul al XII-lea până în secolul al XV-lea.

## Conținut
Acțiunile (cu excepții extrem de rare) au loc în epoca Carolingiană; în unele lucrări sunt amintite evenimente reale, cunoscute, care au avut loc în secolele VIII, IX și X. Un număr mic de eroi ai cântecelor, cu grade diferite de probabilitate sunt identificați drept personalități istorice din aceeași perioadă, foarte rar dintr-o perioadă anterioară sau ulterioară: de exemplu, Roland, Guillaume-Nas-Scurt, Girart de Vienne, mai mult sau mai puțin personalități de înalt rang ai Imperiului din timpurile lui Carol cel Mare sau Ludovic cel Pios.
În multe cântece sunt prezentate trupele conducătorilor creștini care luptau împotriva păgânilor, sarazinilor ori împotriva apostazilor care au intrat în alianță cu ei; apariția acestor dușmani este subliniată adesea prin caricatură, fără descrieri detaliate: în acest mod sunt reprezentați și musulmanii cu care lumea creștină se confruntă (Cruciadele) în creștere la începutul secolului al XI-lea.